# Eucelatoria rivalis
Eucelatoria rivalis är en tvåvingeart som beskrevs av Henry J. Reinhard 1953. Eucelatoria rivalis ingår i släktet Eucelatoria och familjen parasitflugor. Inga underarter finns listade i Catalogue of Life.